# Alimentos construtores
Os alimentos construtores são os alimentos que têm a função de ajudar na construção dos tecidos do organismo. São ricos em proteínas.

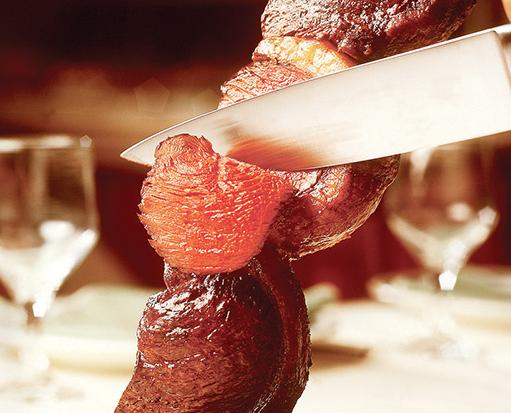
Carne: um exemplo de alimento construtor

## Necessidades proteicas de crianças e adultos
A necessidade de proteínas varia de pessoa para pessoa. Uma criança precisa de muito mais proteínas que um adulto, já que está em fase de crescimento e, portanto, de construção do corpo. O adulto precisa apenas da proteína necessária para reparar os tecidos desgastados.

## Tabela
Aqui está uma tabela com todos os grupos alimentares: em itálico e sublinhadas, as proteínas, ou seja, as construtoras.
| Substância   | Exemplos                            | Função Principal         |
| ------------ | ----------------------------------- | ------------------------ |
| carboidratos | amidos e açúcares                   | energética               |
| proteínas    | albumina (presente na clara do ovo) | construtora              |
| lipídios     | óleos e gorduras                    | energética e construtora |
| vitaminas    | verduras e legumes                  | reguladora               |

## Exemplos de alimentos construtores
- carnes
- Arroz
- Leite e derivados (iogurte, queijos, coalhada)
- ovos
- leguminosas como feijão, lentilha, ervilha e grão-de-bico
- peixe
- peito de frango sem osso e sem pele